# Insan
Insan – bollywoodzki dramat i film akcji z 2004 roku. W rolach głównych Ajay Devgan, Akshay Kumar, Tusshar Kapoor i Lara Dutta, Esha Deol, Rahul Dev.
Akcja filmu rozgrywa się w Khandala, w stanie Maharasztra. Film przedstawia historię policjanta ścigającego muzułmańskiego terrorystę. W opowieść pełną bójek, pościgów, wybuchów wpleciono też miłość trzech par i dramat rodziny, która przeżyła pogrom w Gudżaracie 2002 roku. W filmie zestawiono dwie postawy muzułmanów w Indiach – Azhara, doświadczonego pogromem, stąd żądnego zemsty terrorysty organizującego zamachy bombowe w Mumbaju i Amjada, w odwołaniu do Koranu broniącego niewinnych przed atakiem tłumu, orędującego za miejscem dla muzułmanów w Indiach („Ten kraj należy nie tylko do was, ale i do nas, za jego wolność umierali i hindusi i muzułmanie”).
Mimo ważkości tematu (relacje hindusko- muzułmańskie) i plejady gwiazd film nie cieszył się popularnością u widzów i spotkał się z krytyką recenzentów.
Tytuł „Insaan” oznacza w urdu „człowiek, człowieczeństwo”.

## Fabuła
Inspektor Ajit Rathod (Ajay Devgan) zajadle ściga muzułmańskiego terrorystę Azhara Khana (Rahul Dev). Stosunki między Indiami a Pakistanem poprawiają się, ale niestety zbyt wiele osób jest zainteresowanych w tym, aby nadal dochodziło do konfliktów hindusko-muzułmańskich, do przelewu bratniej krwi. Jedni wzniecają je w walce o władzę, inni licząc na wysokie zyski z handlu bronią. Azhar Khan odpowiada za akty terroru w Mumbaju. Ścigający go inspektor Rathod nie ma dystansu do tej sprawy. Do walki o ochronę społeczeństwa przed zamachami bombowymi dołączył osobiste pragnienie zemsty. Rathoda prześladuje wspomnienie ukochanej żony zastrzelonej przez terrorystę podczas jednej z potyczek z policją. Zraniony tą stratą, zamknięty w sobie żyje tylko swoją pracą. Nie ma przyjaciół. Jego los krzyżuje się jednak pewnego razu z losami zabiegającego o karierę w filmie aktora Avinasha (Tusshar Kapoor) i jego przyjaciela, pobożnego muzułmańskiego rykszarza Amjada (Akshay Kumar). Bezpośredni i radosny Amjad jest kimś, kto odwołując się do prawdziwej wiary w Allaha potrafi rozbroić żądny zemsty na innowiercach tłum. Mimo często uśmiechniętej twarzy Amjad przezywa ból z powodu zaginięcia brata. Od czasu rzezi na muzułmanach w Gudżaracie w 2002 roku oboje z matką daremnie czekają na jego powrót. Nie wierzą, że mógłby nigdy nie wrócić. Ku ich radości Munna pojawia się wreszcie w rodzinie. Amjad nie ma pojęcia, że doświadczenie pogromu przemieniło jego brata, że wrócił on do domu jako poszukiwany przez policję terrorysta Azhar Khan.

## Obsada
- Akshay Kumar – Amjad
- Ajay Devgan – inspektor Ajit Rathod
- Tusshar Kapoor – Avinash
- Esha Deol – Heena
- Lara Dutta – Meghna
- Laila – Indu
- Rahul Dev – Azhar Khan
- Koena Mitra – Sonali Rathod
- Archana Puran Singh – Rajjo
- Sharat Saxena – ojciec Heeny
- Laxmikant Berde – Laxman (jako Late Laxmikant Berde)
- Vivek Vaswani – Agarwal
- G. Asrani – reżyser filmu
- Himani Shivpuri – mama Indu

## Muzyka i piosenki
Muzykę skomponował Himesh Reshammiya, nominowany za muzykę do filmów: Humraaz (2002), Tere Naam (2003), Aksar (2006), Aashiq Banaya Aapne, autor muzyki do takich filmów jak Aitraaz, Dil Maange More, Vaada, Blackmail, Yakeen, Kyon Ki, Shaadi Se Pehle, Chup Chup Ke, Dil Diya Hai, Namastey London, Ahista Ahista, Shakalaka Boom Boom, Apne, Maine Pyaar Kyun Kiya?, Silsilay, 36 China Town, Banaras – A Mystic Love Story, Dil Ne Jise Apna Kahaa, Fool and Final, Good Boy Bad Boy, Welcome i Karzzzz.
- Chunri
- Chunri (Instrumental)
- Is Tarah Deewane
- Khwahish
- Rabba Mere Rabba
- Rabba Mere Rabba (Instrumental)
- Rabba Mere Rabba (Sad)
- Rain Rain (Female)
- Rain Rain (Duet)